# Eugeni Alemany i Mafé
Eugeni Alemany i Mafé   (Sueca, 1976) és un filòleg, guionista, presentador de televisió i humorista valencià. Durant 3 anys va ser uns dels presentadors del programa de televisió de la cadena Telecinco Caiga quien caiga, programa per al qual va fer reportatges sobre els premis Oscar i de Robert Redford al festival de Sundance. A Canal 9, els diumenges a la nit, va presentar el programa Trau la llengua, que tornà a presentar a À Punt.
El 6 de febrer de 2015 viatjà a Silicon Valley per tal que l'empresa de missatgeria WhatsApp incorporara la paella com a emoji de la seua aplicació mòbil. Després d'accions com aquestes, i amb el suport d'una empresa arrossera, el juny de 2016, l'emoji va ser inclòs a la versió 9 de l'estàndard Unicode. A partir de llavors va poder incorporar-se tant al WhatsApp com en aplicacions d'altres proveïdors.
Des del 2018, amb la reapertura dels mitjans públics valencians, és un dels principals rostres de la televisió d'À Punt. A més d'haver presentat una nova temporada de Trau la llengua (2018-2019) en la nova televisió, condueix els programes concurs Atrapa'm si pots i Celebrity school i col·labora en altres programes de la cadena.
Més relacionat amb la seua vertent de showman, durant el confinament a Espanya per la pandèmia de coronavirus (de març a juny del 2020), va mantindre el contacte amb la societat valenciana a través del seu "Diari de la quarantena", un conjunt de vídeos en toc humorístic a les seues xarxes socials on mostrava el seu dia a dia en aquells moments de tancament domiciliari. Este docu-reality va tindre una gran acollida entre els seus seguidors i va fer més lleuger el pas del confinament per a moltes persones. De fet, el "Diari de la quarantena" va traspassar fronteres i va rebre el premi a la Millor Iniciativa d’Humor dels Premis Time In de la revista internacional Time Out Barcelona.

## Televisió
| Any               | Programa                               | Cadena             | Notes                 |
| ----------------- | -------------------------------------- | ------------------ | --------------------- |
| 2000 - 2001       | En casa de Bàrbara                     | Canal Nou          | Guionista             |
| 2001 - 2003       | Queda't amb mi                         | Canal Nou          | Guionista             |
| 2003              | A la Fresca                            | Canal Nou          | Guionista-Reporter    |
| 2003 - 2004       | Sense filtre                           | Canal Nou Dos      | Guionista-Presentador |
| 2004 - 2005       | El típic programa                      | Canal Nou          | Guionista-Actor       |
| 2005              | Zona FIB                               | Canal Nou Dos      | Presentador           |
| 2005 - 2006       | Sense filtre                           | Canal Nou Dos      | Guionista-Presentador |
| 2006 - 2007       | Caiga quien caiga                      | Telecinco          | Reporter              |
| 2006              | Nos pierde la fama                     | Cuatro             | Reporter              |
| 2008              | Xq no te callas?                       | Telecinco          | Presentador           |
| 2009              | Especial ‘Sense Raïm no hi ha Paradís' | Telecinco          | Actor                 |
| 2010              | Lo que diga la rubia                   | Cuatro             | Col·laborador         |
| 2010              | Caiga quien caiga (España)             | Telecinco          | Guionista             |
| 2009              | Tip & Cía                              | Canal Nou          | Presentador           |
| 2010              | Gormandia                              | Canal Nou          | Guionista             |
| 2010              | Museo Coconut                          | Neox               | Actor episòdic        |
| 2011 - 2013; 2018 | Trau la llengua                        | Canal Nou / À Punt | Presentador           |
| 2012 - 2013       | Un país de llibre                      | Levante TV         | Presentador           |
| 2017              | Tips                                   | La 2               | Reporter              |
| 2018 - 2021       | Atrapa'm si pots                       | À Punt             | Presentador           |
| 2018 - 2021       | Campanades de cap d'any                | À Punt             | Presentador           |
| 2020              | À Punt directe                         | À Punt             | Invitat               |
| 2020              | Celebrity School                       | À Punt             | Presentador           |
| 2021              | ¡Ahora caigo!                          | Antena 3           | Presentador substitut |
| 2022              | Tu cara me suena                       | Antena 3           | Invitat               |
| 2023 - present    | Tresor o trasto                        | À Punt             | Presentador           |

## Galeria
- Vídeo d'Eugeni Alemany per a una campanya del Dia del Llibre Valencià.
- Monòleg inicial de la gala dels IX Premis Ovidi.
- Monòleg final de la gala dels IX Premis Ovidi.
- Entrevista a Kalebarraka de Ràdio Godella, 22 d'octubre de 2014
- Entrevista a La Represa de Ràdio Godella, 4 de desembre de 2015